# Hillman Super Minx
Der Hillman Super Minx ist ein Mittelklasse-PKW des ehemaligen britischen Automobilherstellers Rootes, der von 1961 bis 1967 in vier Serien gebaut wurde. Er ist Teil einer Modellfamilie, zu der auch die weitgehend identischen, aber besser ausgestatteten Typen Singer Vogue und Humber Sceptre gehören. In der Modellpalette der Marke Hillman war der Super Minx das größte Auto.

## Entstehungsgeschichte

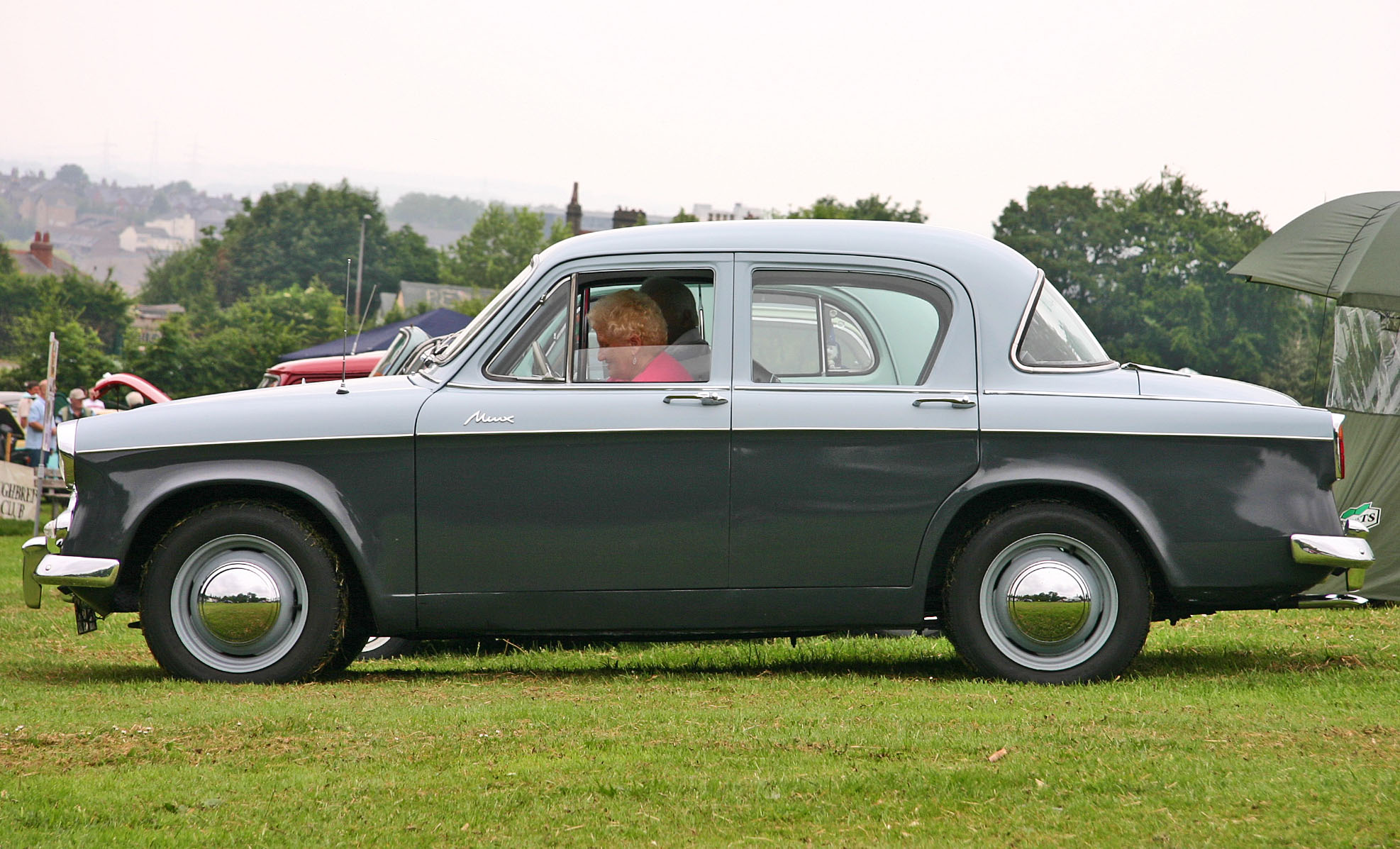
Audax: Hillman Minx Mark III (1960)

Rootes war in der zweiten Hälfte der 1950er-Jahre mit der sogenannten Audax-Familie in der Mittelklasse vertreten, die unter anderem als Hillman Minx vermarktet und seit 1958 in dritter Serie (Mark III) produziert wurde. Während sich die ersten drei Serien des Hillman Minx technisch und stilistisch weitgehend ähnelten, konstruierte Rootes für das Jahr 1961 ein weitgehend neues Modell, das größer, schwerer und auch teuer war als die Fahrzeuge der Audax-Reihe. Nach ursprünglichen Planungen sollte das neue Modell unter der Bezeichnung Minx Mark IV den alten Audax-Minx ersetzen. Da sich aber die Audax-Minx nach wie vor gut verkauften und dem Rootes-Konzern regelmäßige Profite einbrachten, entschied sich die Konzernleitung 1961 dafür, das alte Modell weiter zu produzieren und das neue parallel dazu unter der Bezeichnung Super Minx anzubieten.
Wie bei Rootes üblich, wurde das Modell nicht nur als Hillman, sondern im Wege des Badge-Engineering auch unter anderen Markennamen verkauft. Die Marke Singer bot das Fahrzeug bereits ab Juli 1961 als Vogue an; ab 1963 gab es außerdem eine Humber-Version mit der Modellbezeichnung Sceptre, wobei der Singer im Markt etwas höher als der Hillman positioniert war und der Humber das Spitzenmodell darstellte. Die einzelnen Modelle unterschieden sich abgesehen von Designdetails vor allem durch die Ausstattung.
Der Hillman Super Minx wurde in vier Serien (Mark I bis Mark IV) produziert. Er debütierte im Oktober 1961, vier Monate nach dem Singer Vogue und eineinhalb Jahre vor dem Humber Sceptre. Im Vergleich zu den Schwestermarken bot Hillman die breiteste Palette an Karosserieversionen an: Der Super Minx war als Limousine (1961 bis 1966), Kombi (1962 bis 1967) und als Cabriolet (1962 bis 1964) erhältlich. Das Cabriolet gab es ausschließlich bei Hillman, den Kombi außerdem auch bei Singer, aber nicht bei Humber. Super-Minx-Fahrgestelle bildeten auch die technische Basis des ebenfalls bei Touring gebauten britisch-italienischen Sportwagens Sunbeam Venezia.
1966 ersetzte Rootes den Super Minx durch den neu konstruierten Hillman Hunter, der ein Mitglied der Arrow-Familie war.

## Design und Technik

### Karosserie

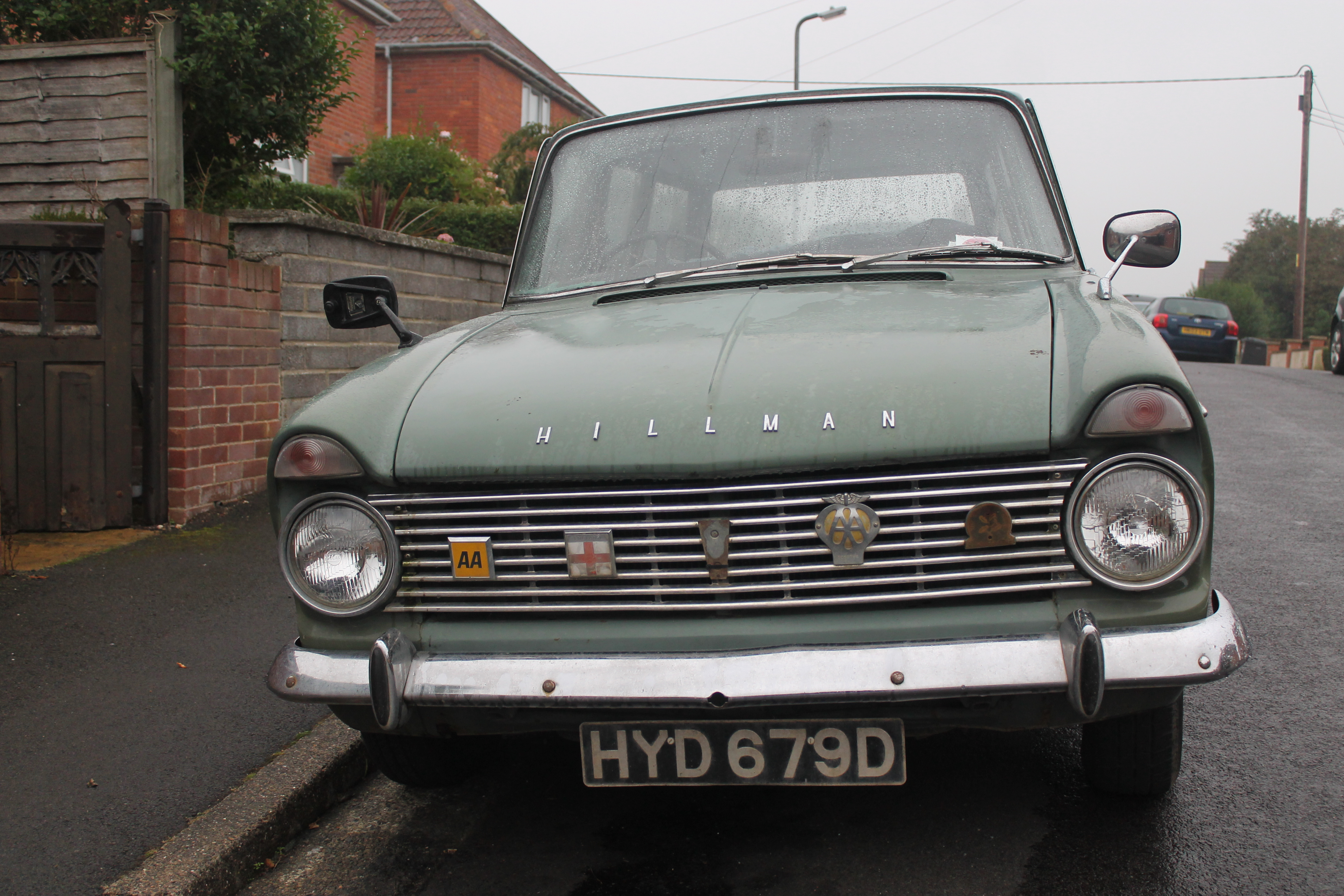
Frontpartie des Super Minx

Der Super Minx hat eine selbsttragende Karosserie. Ihre Form, die mit denen der Schwestermodelle von Singer und Humber in weiten Teilen übereinstimmt, entstand unter der Leitung von Ted White in Rootes’ Designcenter. Raymond Loewy, der noch an dem Design des Vorgängermodells mitgewirkt hatte, war am Super Minx nicht mehr beteiligt. Die Baureihen Mark I und II sind äußerlich weitestgehend identisch. Das Design wurde mit Einführung des Mark III in Details geändert; die letzte Baureihe (Mark IV) weicht davon äußerlich wiederum nur geringfügig ab. Im Gegensatz zu den Singer- und Humber-Modellen hat der Hillman Super Minx keine vorderen Doppelscheinwerfer. Bei allen vier Baureihen des Super Minx sind die vorderen Blinker und Positionslichter, halbrund eingefasst, in einer Ausbuchtung der Kotflügel über den Hauptscheinwerfern installiert. Diese Gestaltung war bis 1964 dem Super Minx vorbehalten; danach war sie auch an den Schwestermodellen von Singer und Humber zu finden. Ein auffälliges Designmerkmal der ersten und zweiten Serie des Super Minx ist die hintere Panoramascheibe, die auch die Parallelmodelle der Schwestermarken haben.

### Antriebstechnik
Der Super Minx wurde einem Rootes-Vierzylinder-Reihenmotor angetrieben. In den ersten drei Baureihen hatte er einen Hubraum von 1592 cm³ Hubraum und leistet 62 bhp (46 kW). Im Mark I war der Motor noch mit einem Graugusszylinderkopf ausgestattet, der bei späteren Modellen durch einen Aluminiumzylinderkopf ersetzt wurde. Im Mark IV kam serienmäßig ein auf 1725 cm³ vergrößerter Vierzylindermotor zum Einsatz, der 65 bhp (48 kW) leistete. Die Kraftübertragung übernahm ein handgeschaltetes Vierganggetriebe, dessen erster Gang bei den Baureihen Mark I und Mark II nicht synchronisiert war. Es wurde mit einem Mittelschalthebel bedient. Ein Automatikgetriebe mit drei Vorwärtsgängen war gegen Aufpreis erhältlich. Anfänglich kam eine Smith-Easydrive-Automatik zum Einsatz, die 1962 durch eine Borg-Warner-35-Automatik ersetzt wurde.

### Fahrwerk
Vorne hat der Super Minx Einzelradaufhängung an Doppelquerlenkern mit Schraubenfedern und einem Stabilisator, die angetriebene starre Hinterachse hängt an Längsblattfedern. Der Mark I hat rundum Lockheed-Trommelbremsen mit 229 mm Durchmesser und einen Bremskraftverstärker; mit der Einführung des Mark II kamen vorn Scheibenbremsen zum Einsatz. Die Kugelumlauflenkung ist, wie damals allgemein üblich, nicht servounterstützt.

## Die einzelnen Baureihen

### Mark I und Mark II
Die erste Baureihe des Hillman Super Minx, die nachträglich als Mark I bezeichnet wurde, war von Oktober 1961 bis Oktober 1962 im Programm. Der Super Minx debütierte vier Monate nach dem weitgehend baugleichen, aber besser ausgestatteten Singer Vogue. Anfänglich war der Hillman nur als viertürige Stufenhecklimousine erhältlich. Ab Mai 1962 erschien zusätzlich ein viertüriger Kombi (Estate), und im Juni 1962 ergänzte ein zweitüriges Cabriolet die Modellpalette. Das Cabriolet verkaufte sich schlecht, seine Produktion wurde nach zwei Jahren im Juni 1964 wieder eingestellt. Zur Grundausstattung des Super Minx gehörte die Heizung, aber das Radio war Sonderausstattung. Eine mit Kunstleder („Vynide“) bezogene Frontsitzbank gehörte zur Grundausstattung, Einzelsitze waren auf Wunsch gegen Aufpreis lieferbar. Es gab ein- und zweifarbige Lackierungen. 
Ein Jahr nach dem Produktionsbeginn des Wagens wurde im Oktober 1962 die Mark-II-Version vorgestellt. Sie entsprach stilistisch vollständig dem Mark I, hatte aber einige technische Änderungen. Schmiernippel gab es nun nicht mehr, die Trommelbremsen vorne waren durch größere Scheibenbremsen ersetzt und die Hinterachsübersetzung geändert. Vordere Einzelsitze gehörten nun zur Serienausstattung. Bei den Wagen mit Automatikgetriebe gab es nun eine BorgWarner-Konstruktion anstelle des bisherigen Smith Easydrive.
Bei seiner Markteinführung kostete der Super Minx 854 £. Er war damit 28 £ teurer als der Ford Consul Classic (826 £) und 73 £ teurer als der Vauxhall Victor FB (781 £).

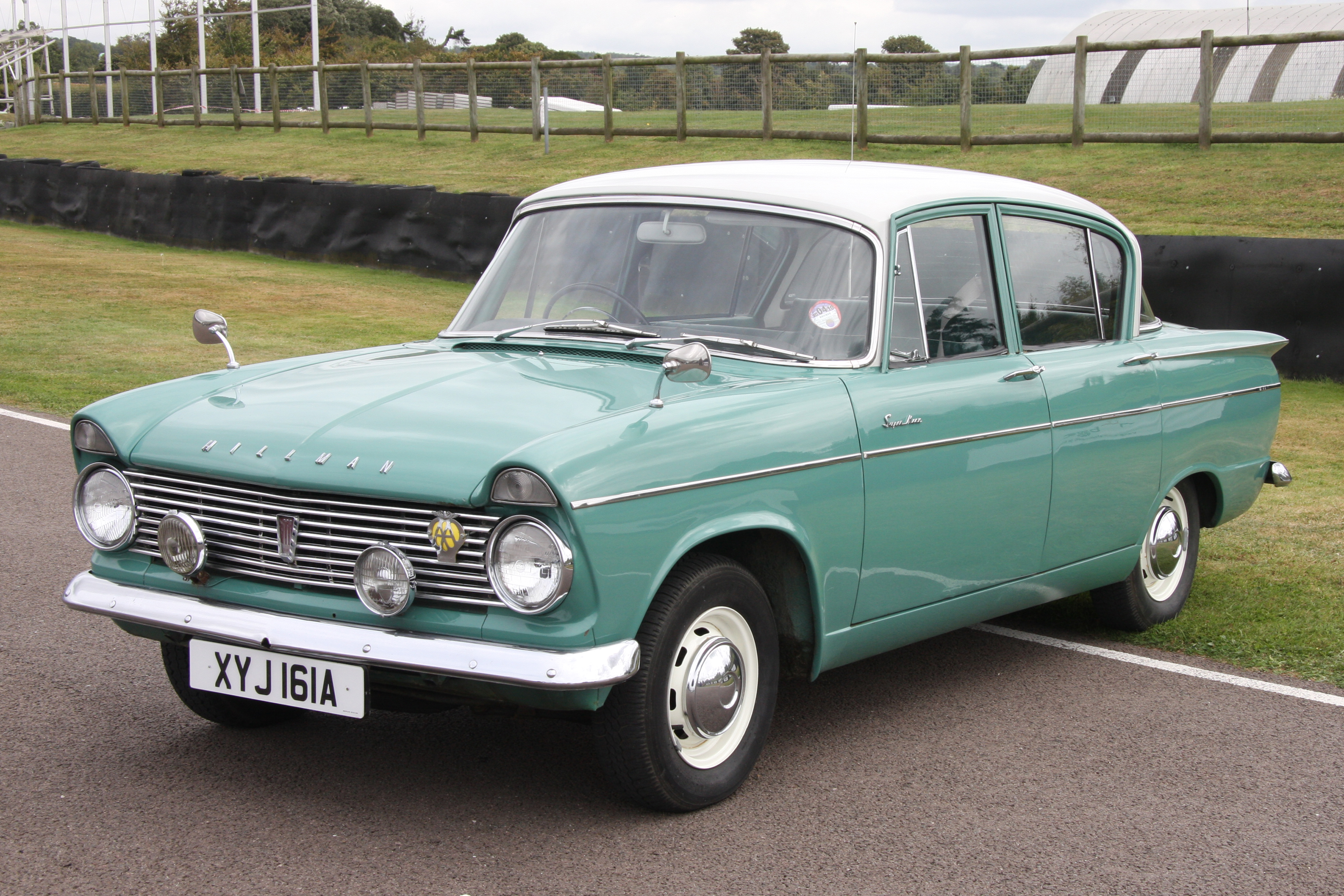
Hillman Super Minx
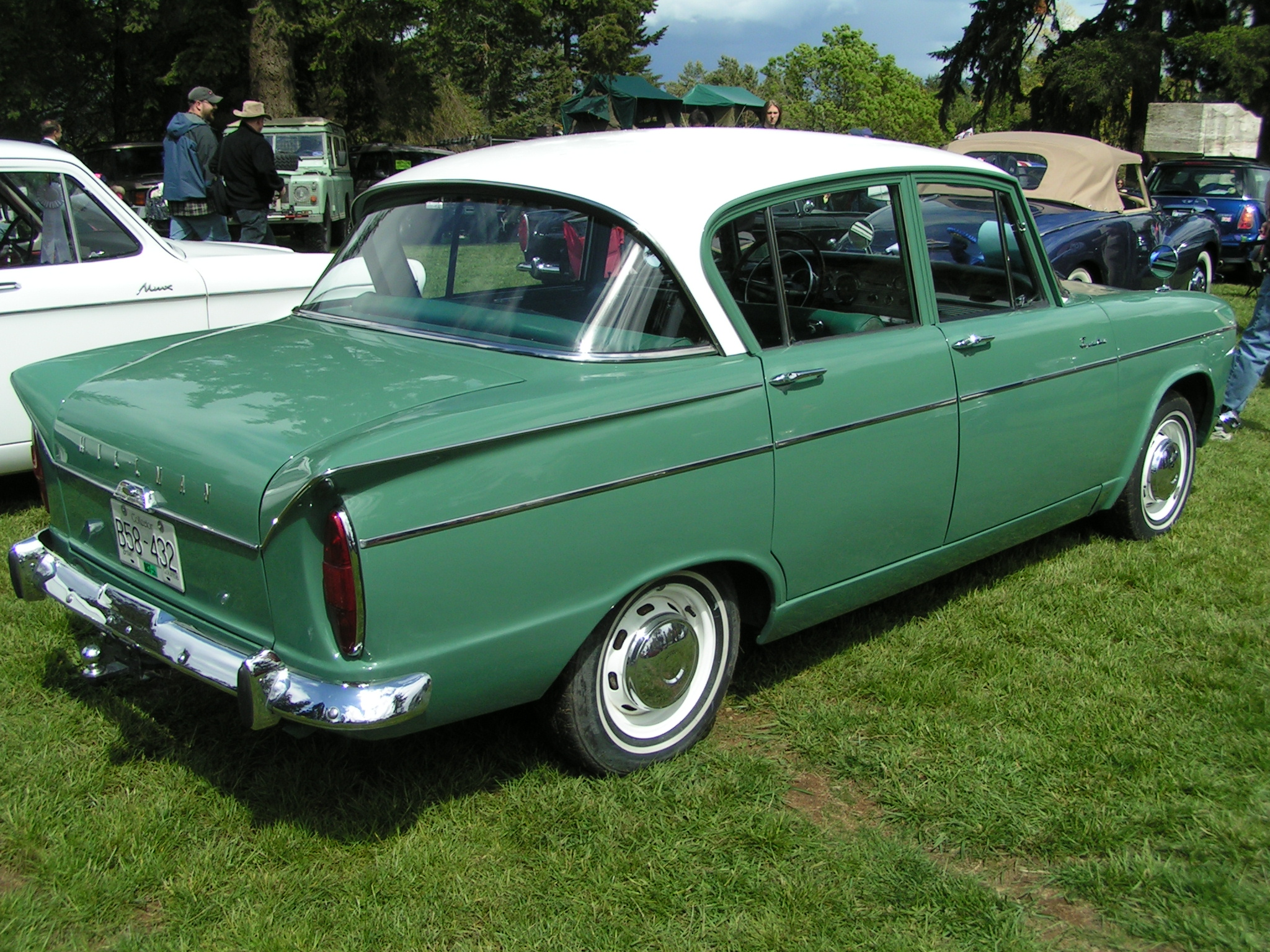
Heckansicht
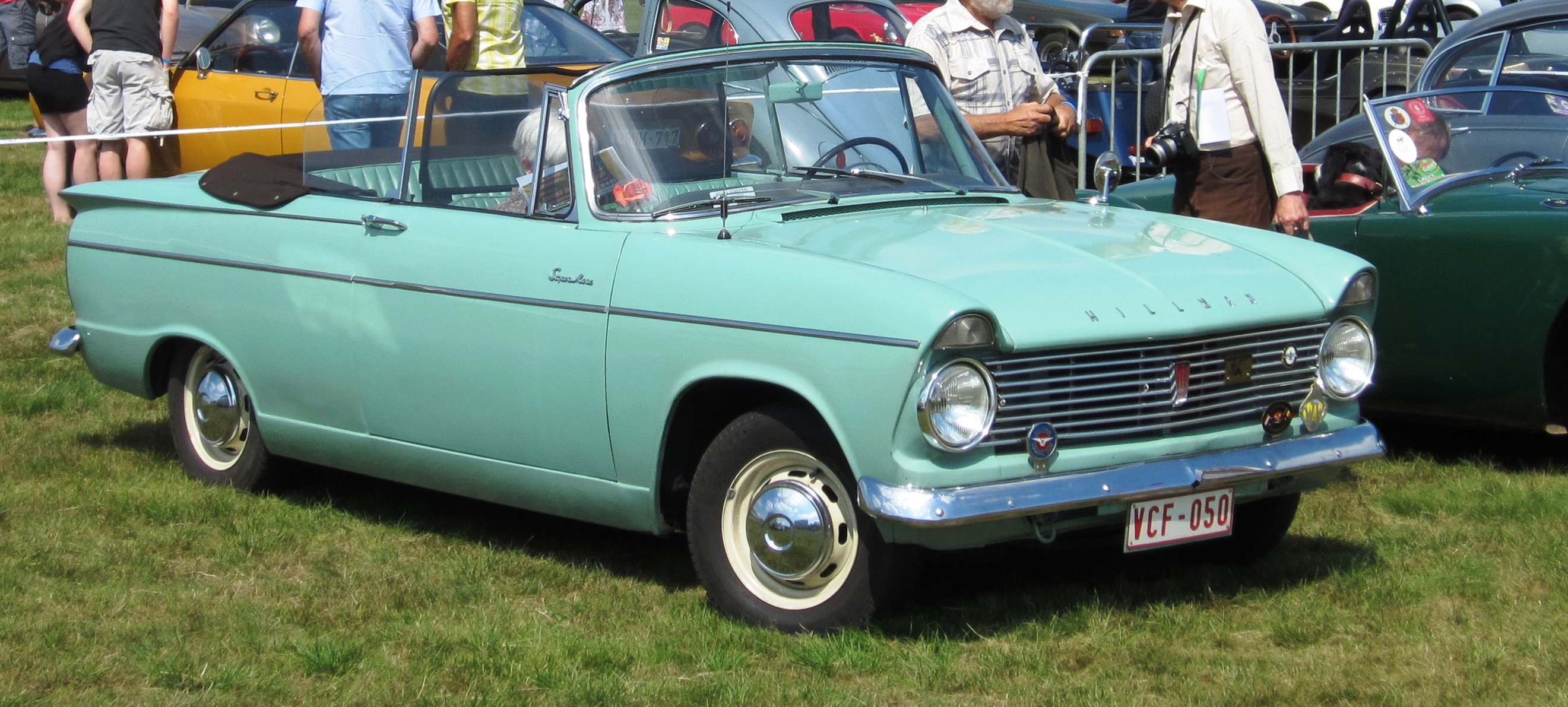
Hillman Super Minx Cabriolet bis 1964

### Mark III und Mark IV
1964 erschien der Mark III, dessen Limousine einen überarbeiteten Dachaufbau erhielt. Bei ihr entfiel die hintere Panoramascheibe. An ihre Stelle trat ein geradlinig verlaufendes Dach mit trapezförmiger Ausrichtung, durch den sich auch die hinteren Türausschnitte änderten. Die hinteren Türen der Limousine entsprechen ab 1964 denen des Kombi. Zwischen C- und D-Säule ist bei der Limousine außerdem ein zusätzliches Seitenfenster eingebaut. Die gleiche Dachgestaltung erhielt auch die Singer Vogue Limousine, während der Humber Sceptre die hintere Panoramascheibe bis zur Produktionseinstellung 1966 beibehielt. Abgesehen davon gab es beim Super Minx keine Änderungen an der Karosserie; auch die inzwischen veralteten Heckflossen blieben erhalten. Die technischen Änderungen beschränkten sich beim Mark III auf die Einführung eines neuen, nun voll synchronisierten Vierganggetriebes.
Der auf der London Motor Show im Oktober 1965 vorgestellte Mark IV hatte einen Motor mit auf 1725 cm³ vergrößertem Hubraum, der 65 bhp (48 kW) leistete. Stilistisch entspricht der Mark IV vollständig dem Mark III.

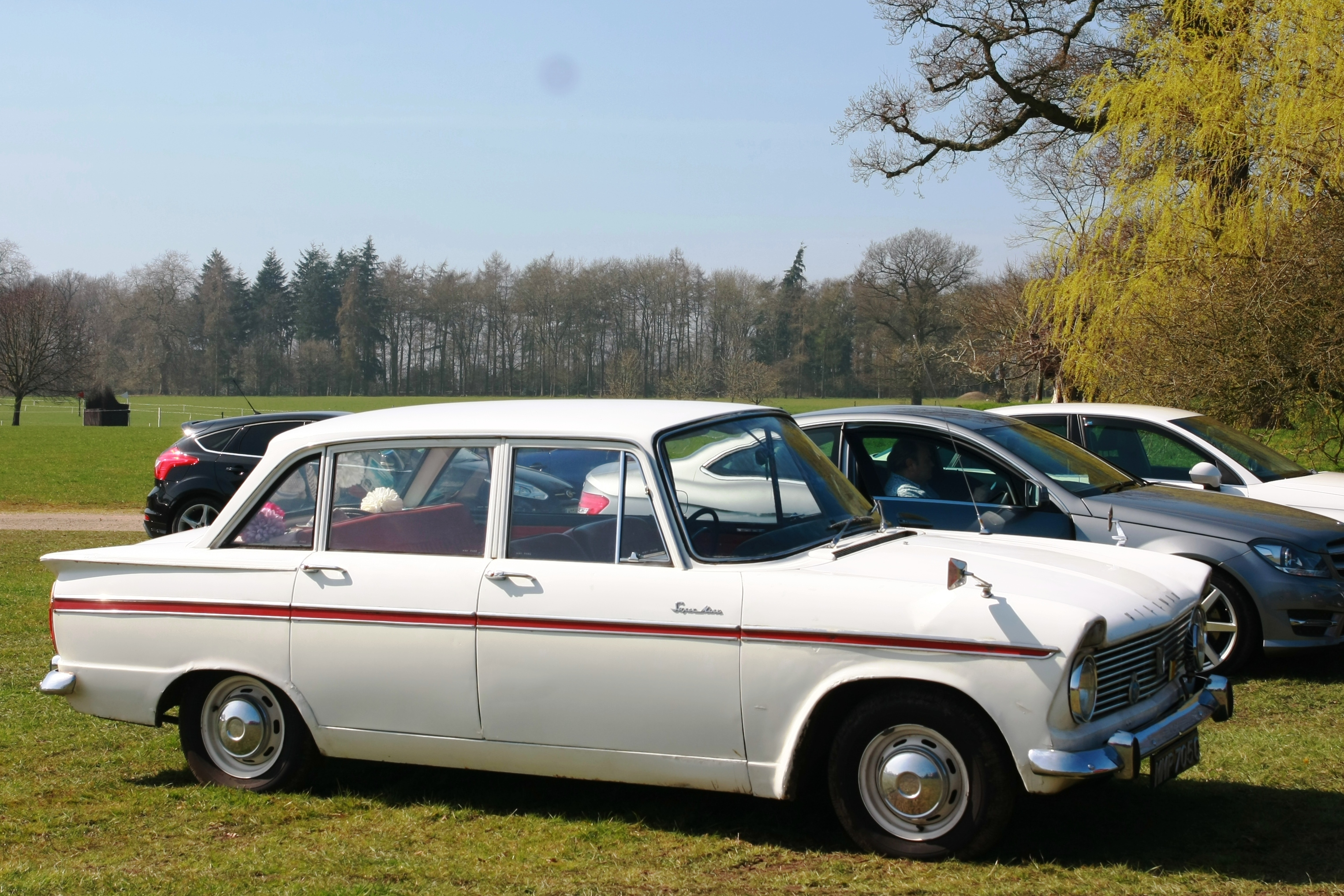
Trapezform mit drei Seitenfenstern: Mark III und IV
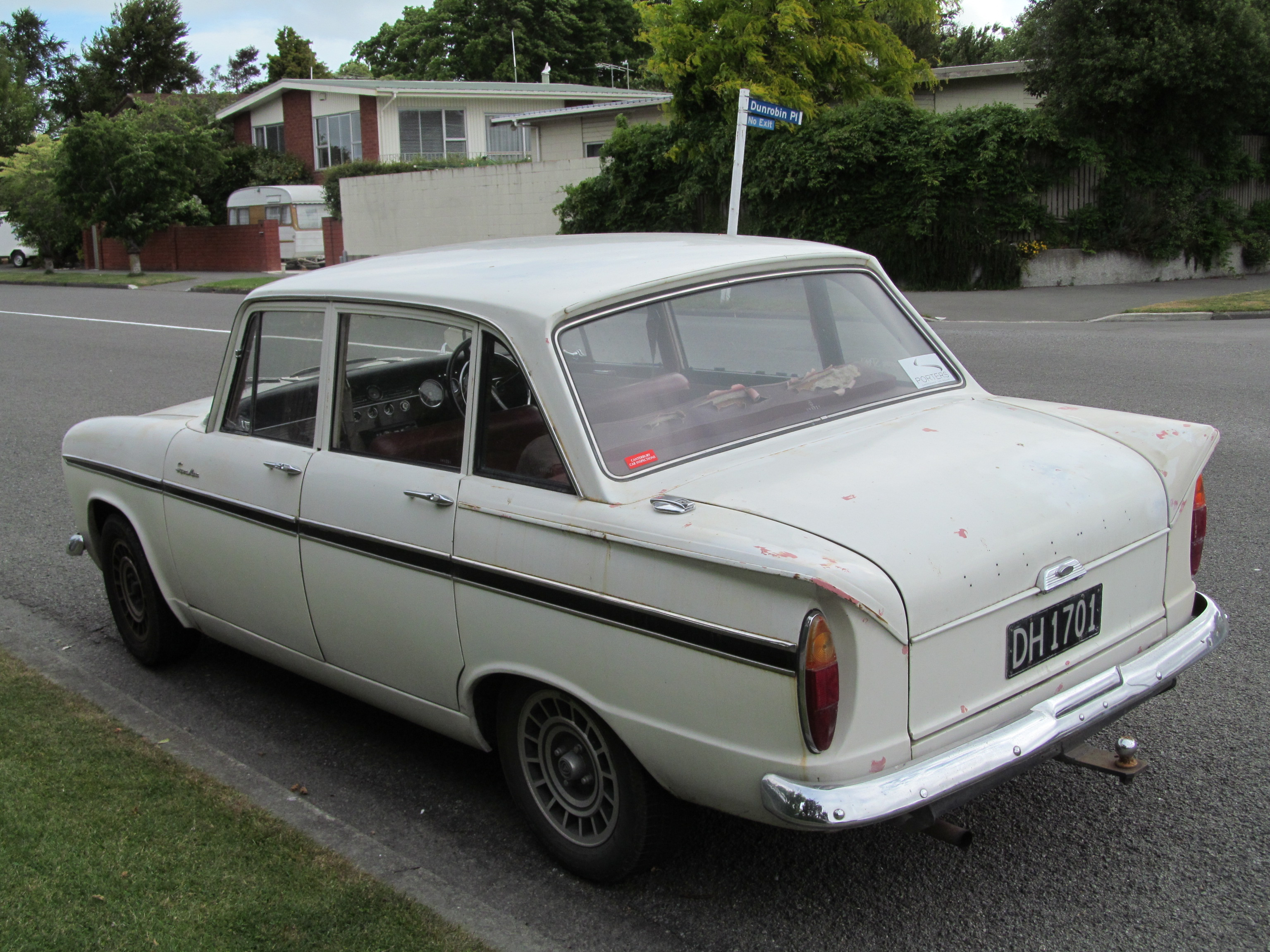
Heckansicht
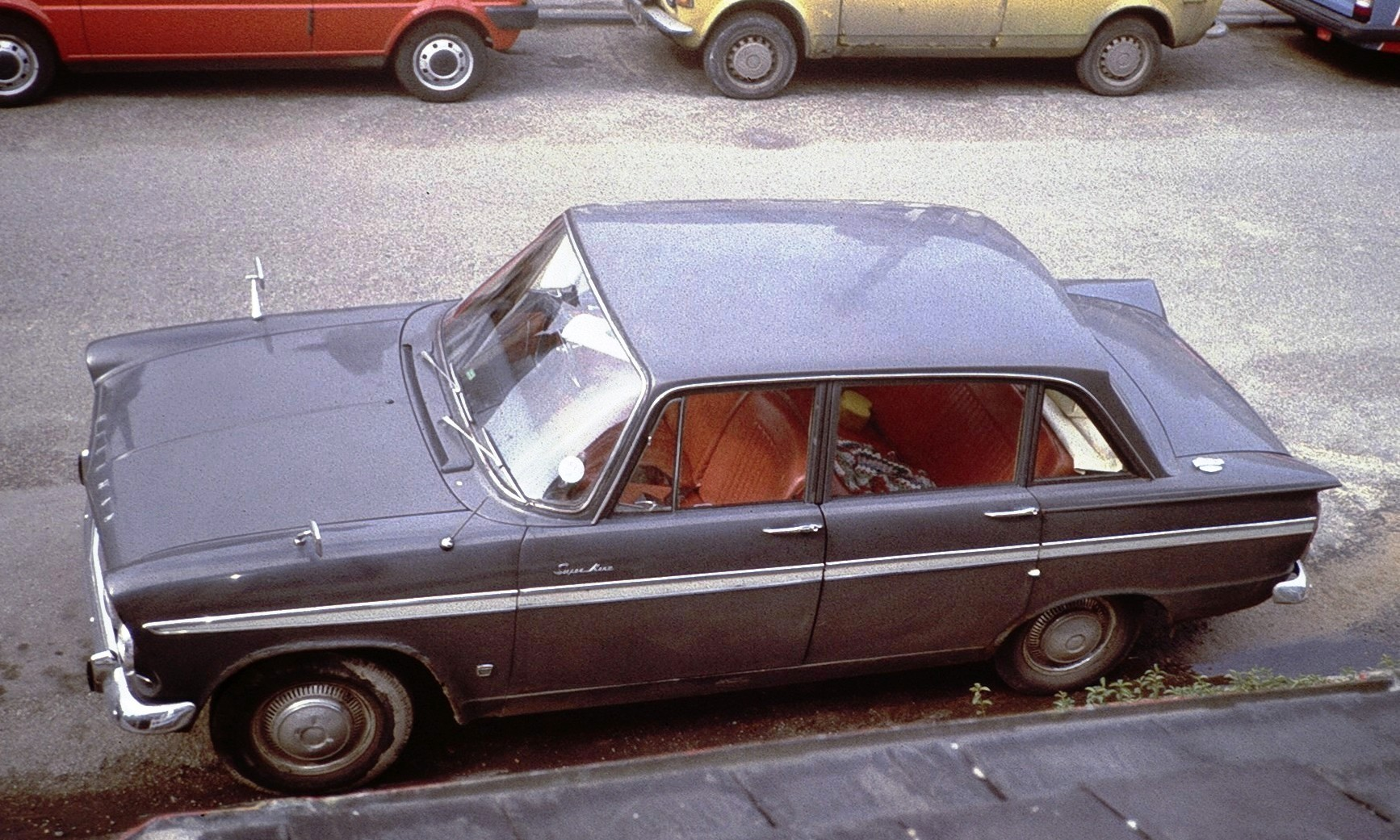
Neue Dachform der Limousine
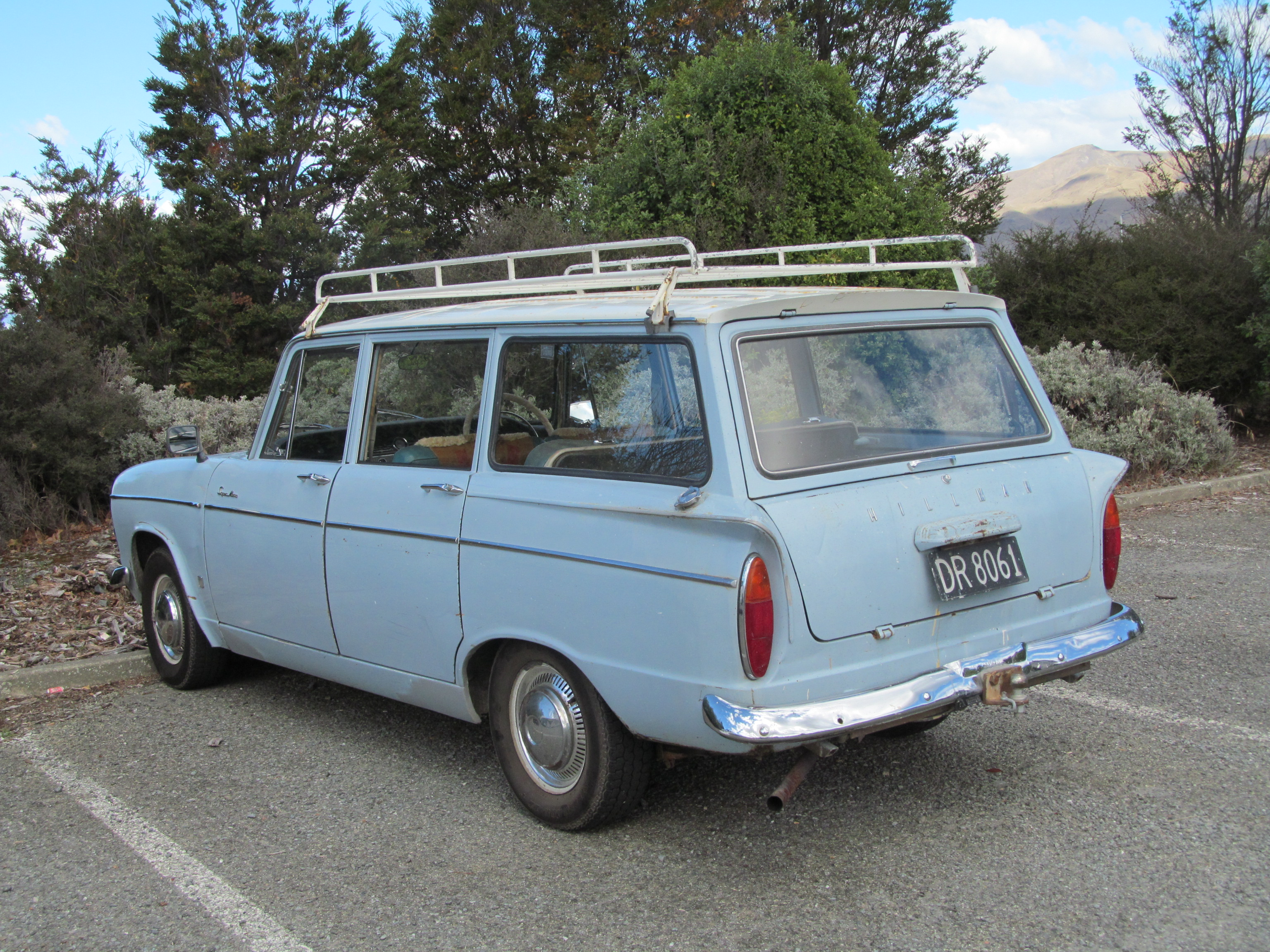
Super Minx Estate

## Produktion
Die Rohkarosserien aller Super-Minx-Varianten ließ Rootes bei dem unabhängigen Karosseriehersteller Pressed Steel Company in Cowley, Oxfordshire, fertigen. Die Limousinen und Kombis wurden im Rootes-Werk in Ryton-on-Dunsmore aufgebaut, während die Komplettierung der Cabriolet-Versionen zu Thrupp & Maberly in den  Londoner Stadtteil Cricklewood ausgelagert war.
Zeitweise fertigte das Mailänder Karosseriebauunternehmen Touring den Super Minx mit Linkslenkung für den italienischen Markt. Auf der Grundlage des Super Minx baute Touring in kleinen Stückzahlen auch den Sportwagen Sunbeam Venezia.

## Verwandte Modelle

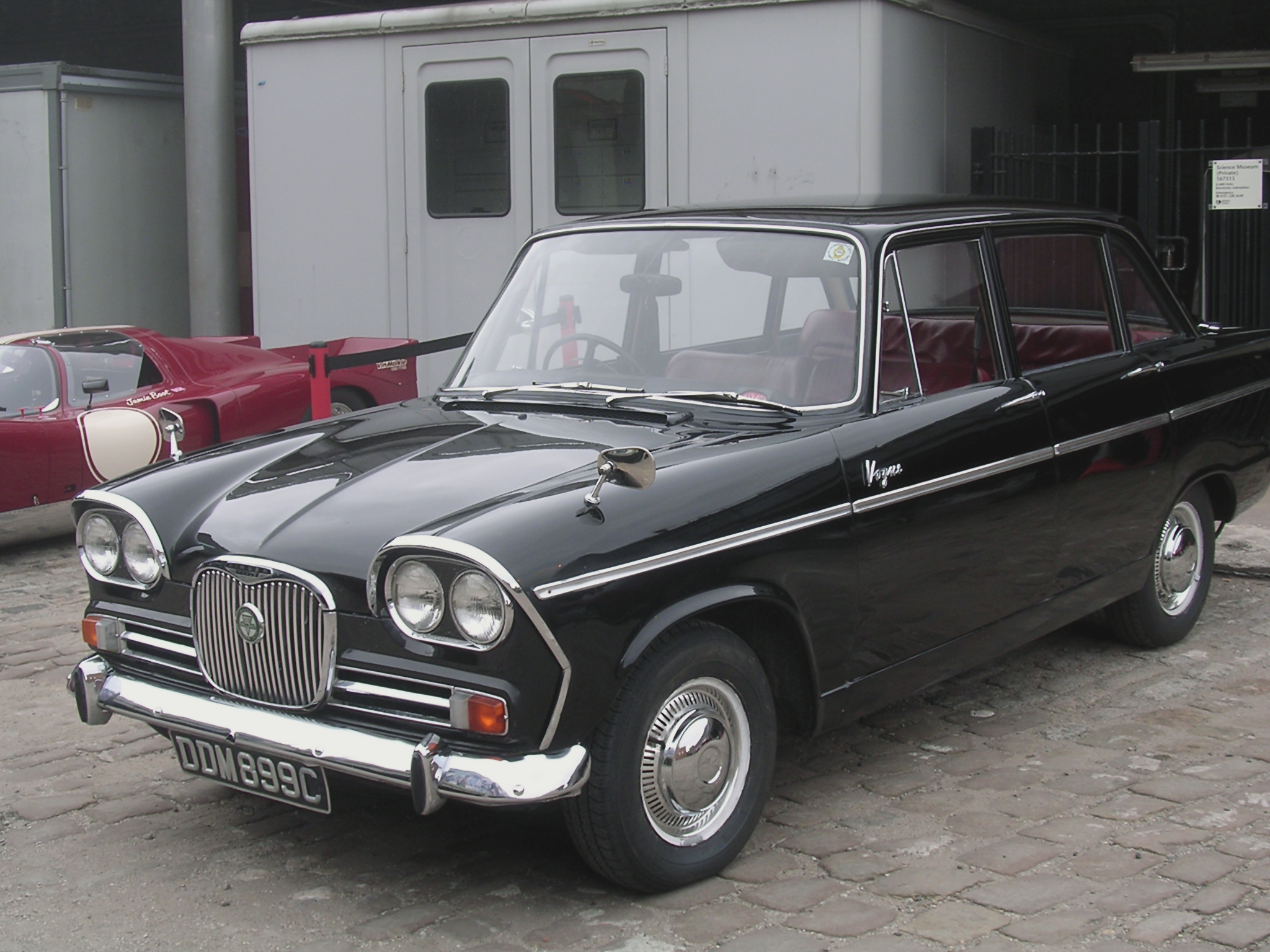
Singer Vogue nach dem Facelift von 1964, bei dem die Panoramaheckscheibe verschwand.

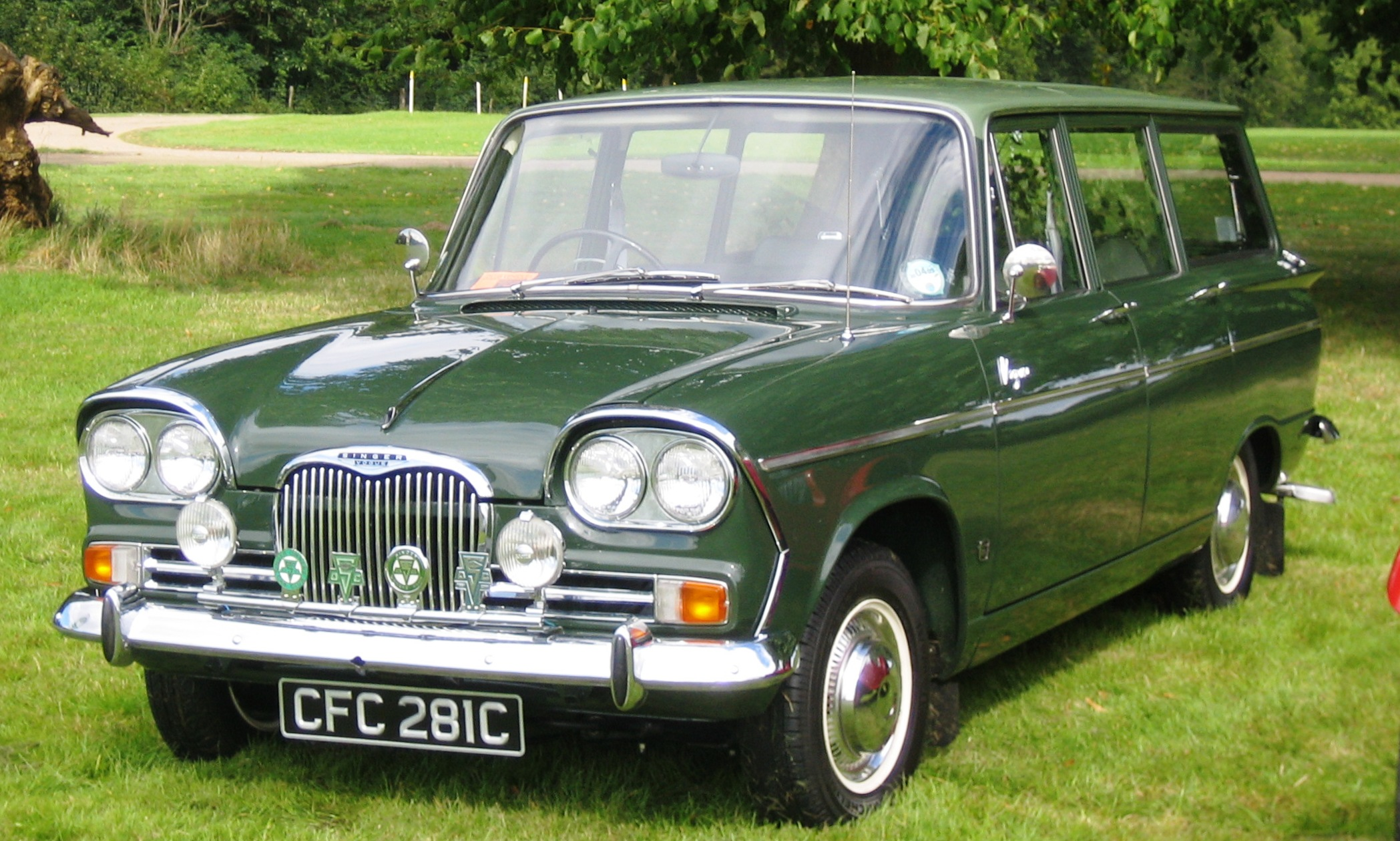
Auch den Singer Vogue gab es als Kombi.

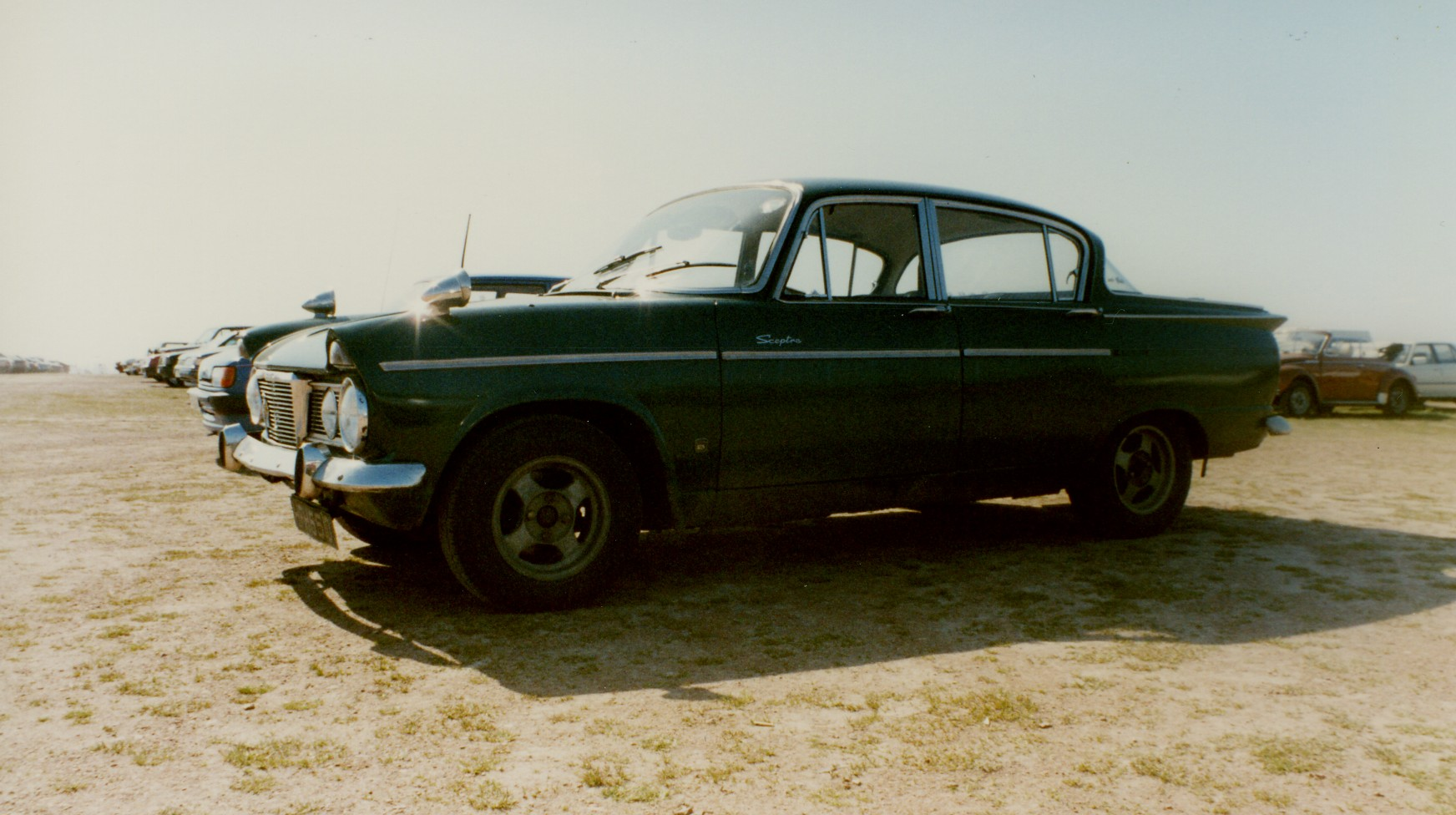
Anders als die Hillman- und Singer-Versionen behielt der auf dem Super Minx basierende Humber Sceptre die Panoramaheckscheibe bis zur Ablösung des Modells, im Falle des Humber 1967 durch eines auf der Basis des Hillman Hunter.

Wie bei Rootes üblich, wurde das Modell nicht nur als Hillman Super Minx, sondern auch unter anderen Markennamen verkauft.
Die Marke Singer bot den Singer Vogue an, und zwar ab Juli 1961, vier Monate vor der Vorstellung der Hillman Super Minx. Ab 1963 gab es von Humber den Humber Sceptre. Die Namen Singer Vogue und Humber Sceptre wurden nach Auslaufen der Super-Minx-basierten Modelle auf die jeweiligen Nachfolger (Rootes Arrow) übertragen. Der Humber Sceptre wurde als viertüriger Nachfolger des Sunbeam Rapier entwickelt, aber vor seiner Vorstellung in einen Humber umgewandelt, während der zweitürige Rapier bis 1967 unverändert weitergebaut wurde. Anders als die Hillman- und Singer-Versionen behielt der Super-Minx-basierte Humber Sceptre seine Panoramawindschutzscheibe, sein Panoramarückfenster, Heckflossen und seine Dachkonstruktion bis zur Ablösung 1967 durch einen Nachfolger auf Basis des Hillman Hunter.
Die einzelnen Modelle unterschieden sich geringfügig, wobei der Singer im Markt etwas höher als der Hillman positioniert war. Er wartete mit Extras wie Doppelscheinwerfern auf. Der Humber stand am oberen Ende der Reihe, was an die alte Rolle der Marke als Hersteller von gehobenen und Oberklassemodellen erinnerte. Die Form des Sceptre erinnerte an die der früheren, großen Humber. Die Sceptre Mark I und Mark Ia hatten einen Kühlergrill und eine Front, die sich nur wenig von denen des Singer Vogue unterschieden, sowie eine größere Panoramawindschutzscheibe, eine hinten abgesenkte Dachlinie und größere Heckflossen. Eigentlich sollte der Sceptre bis kurz vor seiner Vorstellung als Humber eine Sportlimousine werden, daher seine guten Fahrleistungen im Vergleich mit anderen Humber-Modellen.
Den Humber gab es auch bei seinem Erscheinen mit einem leistungsfähigeren 1,6-Liter-Motor mit 80 bhp (60 kW) und später mit einem 1,7-Liter-Motor mit 85 bhp (63 kW). Frühe Modelle mit 1,6-Liter-Motor hatten zwei Zenith-Fallstromvergaser, während die späteren 1,6- und 1,7-Liter-Motoren mit einem doppelten Solex-Fallstromvergaser ausgestattet waren. Die beiden Zenith-Vergaser waren schwierig einzustellen. Weitere Veränderungen waren ein wassergekühlter Ansaugkrümmer, geänderte Ventilsteuerzeiten und stärkere Ventilfedern, um ein einwandfreies Schließen der Ventile bei hohen Drehzahlen zu gewährleisten. Der spätere H120-Motor mit 107 bhp (80 kW) beruht auf einem Tausch beider Einheiten und sieht sehr ähnlich aus. Er bietet eine Leistungssteigerung für ein schon schnelles Auto. Die Innenausstattung des Sceptre enthielt eine umfangreiche Instrumentierung, wie etwa einen Drehzahlmesser, der bis 6000/min reichte, ein Vierganggetriebe mit Mittelschalthebel und selbstabschaltendem Overdrive. Dieser Overdrive für den dritten und vierten Gang wurde mit einem Lenkstockhebel bedient und sorgte für insgesamt sechs Fahrstufen. Die Overdrivesperre in den unteren beiden Gängen konnte abgeschaltet werden, was Rootes oft bei Wettbewerbsfahrzeugen tat, zum Beispiel für Rallyes. Zusätzlich war der Sceptre von Anfang an mit einem Bremskraftverstärker und – unüblich für 1963 – Scheibenbremsen vorne mit 254 mm Durchmesser ausgestattet. Die Mark-I- und Mark-Ia-Modelle waren nicht mit Automatikgetriebe erhältlich, erst der Mark II hatte auf Wunsch ein dreistufiges Automatikgetriebe mit Kick-Down-Funktion. Der Aufpreis für dieses Automatikgetriebe war geringer als üblich, weil der Overdrive der handgeschalteten Wagen wegfiel.
Vom kleineren Hillman Minx gab es ebenfalls eine Singer-Variante, den Singer Gazelle, aber keine Humber-Variante, mit Ausnahme des Humber 80 in Neuseeland. Dort gab es auch den Humber 90 als Variante des Super Minx. Eine Ableitung des Minx für Humber wäre auch untypisch klein für einen Humber gewesen; im Gegenzug gab es eine sportliche Ableitung des Minx für Sunbeam, den Sunbeam Rapier, aber keine des Super Minx.
Zusätzlich zum Super Minx stellte Rootes Australia von 1963 bis 1966 auch Varianten des Singer Vogue als Humber Vogue und Humber Vogue Sports her.
Mindestens sechs Prototypen des Humber Sceptre wurden mit dem gleichen Motor wie der Sunbeam Tiger, einem 4,7-Liter-V8-Motor von Ford, gebaut. Zu einer Serienfertigung kam es nicht. Es wäre eine sehr leistungsfähige Sportlimousine mit wenig Konkurrenz in ihrer Klasse geworden. Ein Prototyp blieb erhalten.

## Nachfolger
Die Super-Minx-Limousine und ihre Singer-Verwandten wurden durch die Rootes-Arrow-Modelle ersetzt, die als Hillman Hunter und Singer Vogue zur London Motor Show im Oktober 1966 herauskamen. Allerdings wurde der Hunter anfangs nur als Limousine angeboten und so blieb der Super-Minx-Kombi bis April 1967 in Produktion.